# Karl Emil Markel

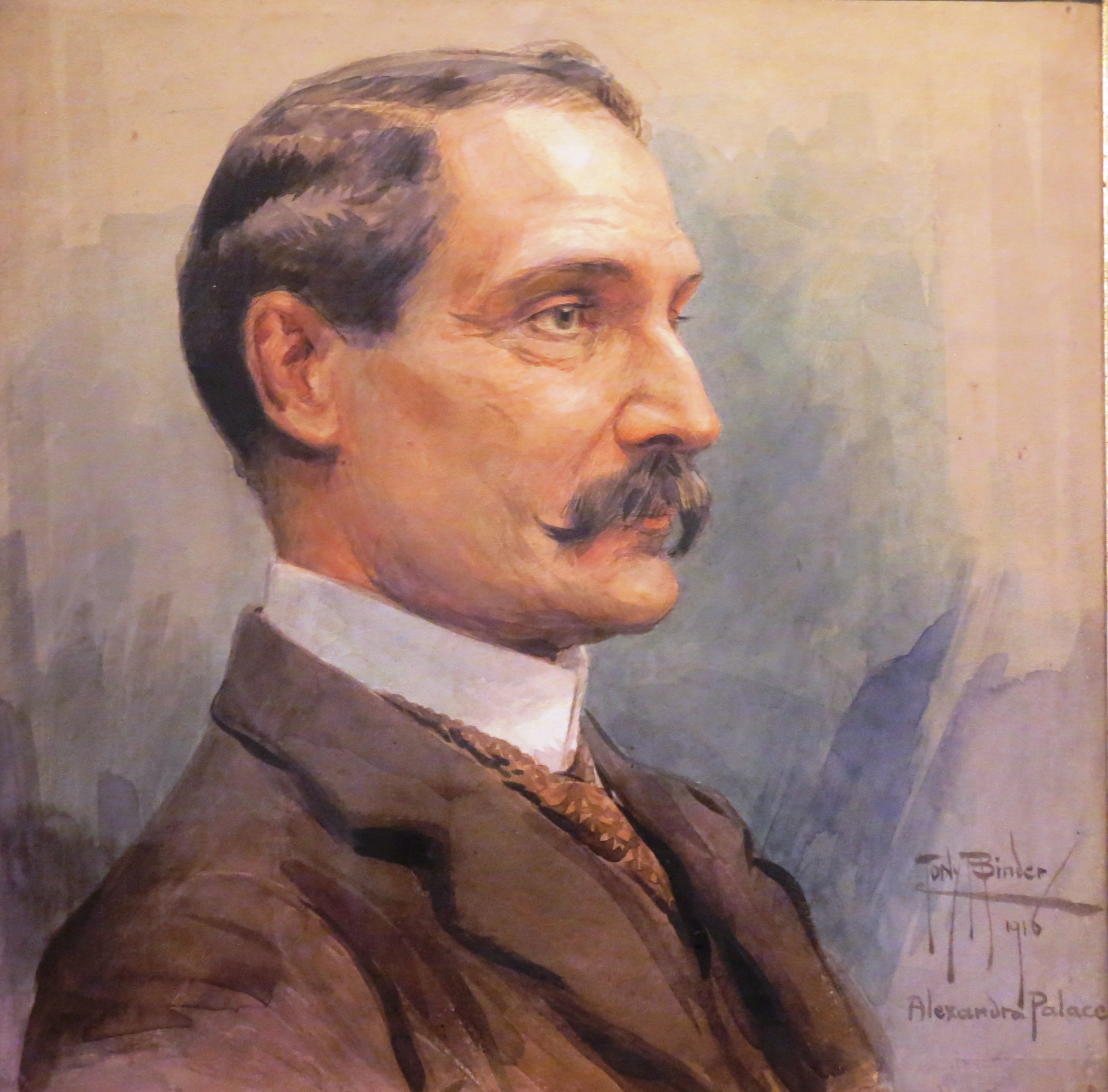
Karl Emil Markel

Karl Emil Markel (* 15. April 1860 in Worms-Hochheim; † 13. Mai 1932 in London) war ein deutsch-englischer Chemiker, Unternehmer und Mäzen.

## Leben
Karl Emil Markel wurde am 15. April 1860 in Hochheim, seit 1898 ein Stadtteil von Worms, geboren. Sein Vater, Wilhelm Markel, war Pfarrer und stammte aus Friedberg (Hessen). Seine Mutter war eine Engländerin.
Bereits 1863 zogen die Eltern nach Stuttgart. Karl Emil Markel besuchte zunächst die Hayersche Vorschule und dann ein Stuttgarter Gymnasium. Aufgrund von gesundheitlichen Problemen, nahmen ihn die Eltern mit 15 Jahren aus der Schule und er verbrachte einen einjährigen Erholungsaufenthalt in der Schweiz und in Schottland. Anschließend besuchte er die Handelsschule.
Er studierte Chemie in Stuttgart, Tübingen, Gießen, Heidelberg und Zürich und wurde 1882 an der Universität Heidelberg als akademischer Schüler von Robert Wilhelm Bunsen zum Dr. phil. promoviert. Während seines Studiums wurde er 1877/1878 Mitglied der Tübinger Burschenschaft Derendingia.
Im Jahre 1885 trat er in eine chemische Fabrik in England ein. Nach kurzer Zeit wurde er bereits Direktor der Firma. Ebenso nahm er die englische Staatsbürgerschaft an und heiratete 1887 Ada Taylor († 1920). Aus dieser Ehe ging eine Tochter hervor.
1905 war er Technischer Leiter bei der Firma Joseph Crosfield & Sons Ltd. (Soaps, Glycerine, Carbosil, Caustic Soda, Silicate of Soda) in Warrington, England. In dieser Firma wurde zu dieser Zeit die erste großtechnische Fetthärtung durchgeführt.
Vor dem Ersten Weltkrieg übersiedelte die Familie Markel nach London.
Der Ausbruch des Ersten Weltkrieges brachte ihn in eine schwierige Lage. Einerseits war er als Engländer seinem Land verpflichtet, andererseits war er mit seiner deutschen Heimat noch eng verbunden. Für die gesamte Laufzeit des Ersten Weltkrieges setzte er sich in England für deutsche Kriegsgefangene und Internierte ein und wurde dadurch in Deutschland gut bekannt. Nach dem Ende des Krieges engagierte er sich u. a. für Kinderspeisungen in Deutschland.
Karl Emil Markel starb im Alter von 72 Jahren in London.

## Markelstiftung
In großen Teilen Deutschlands herrschte nach dem Ersten Weltkrieg eine massive wirtschaftliche und soziale Not. Aus diesem Grund entwickelten der in England lebende Unternehmer Karl Emil Markel zusammen mit Theodor Bäuerle (1882–1956) die Idee, eine Stiftung zu gründen. Markel und Bäuerle sollen diese Idee bei einem Besuch von Markel 1920 in Deutschland anlässlich einer Ausstellung des deutschen Auslandsinstituts abgestimmt haben.
Karl Emil Markel stellte das Stiftungskapital in Höhe von 500.000 Goldmark zur Verfügung. Im Gründungsdokument vom 6. Dezember 1920 heißt es zu den Zielen der Stiftung „insbesondere bedürftigen und würdigen Kindern aus solchen Familien und Berufskreisen, die durch den Krieg oder die Kriegsfolgen in ihren wirtschaftlichen Verhältnissen besonders schwer gelitten haben, eine angemessene körperliche, geistige und sittliche Erziehung zu ermöglichen.“ Gemäß Stiftungssatzung sollen die Mittel „ausschließlich nach Begabung, Würdigkeit und Bedürftigkeit“ vergeben werden.
Auch nach der Gründung 1920 förderte Markel seine Stiftung durch großzügige und regelmäßige Spenden bis zu seinem Tod.
Nach dem Tod von Karl Emil Markel im Mai 1932 übernahm Robert Bosch die Markelstiftung und stattete sie neu mit finanziellen Mitteln aus.
Theodor Bäuerle, der zentrale Ideengeber für die Einrichtung der Stiftung, war von 1920 bis zu seinem Tod 1956 als Vorsitzender im Vorstand der Markelstiftung tätig.
Auf der Basis einer zeitgerechten und zeitgemäßen Auslegung dieser Kriterien wird auch heute noch unter den Bewerberinnen und Bewerbern entschieden.

## Ehrungen
- 1921: Dr. phil. e.h. des Fachbereichs Wirtschaftswissenschaften der Johann-Goethe-Universität Frankfurt/M.
- 1928: Deutscher Ring des Deutschen Ausland-Instituts.
- Ehrensenator der TH Stuttgart.
- Dr. med. e.h. der medizinischen Fakultät der Universität Tübingen.
- Rote Kreuz-Medaille (Preußen) 1. Klasse durch das Deutsche Rote Kreuz.
- In Stuttgart und Berlin wurde eine Markelstraße nach ihm benannt.